# 德龙德费嫩
德龙德费嫩（荷蘭語：De Ronde Venen，意为“圆的泥炭沼泽”）是荷蘭的一個市镇，位於荷蘭中部，在行政區劃上屬於烏德勒支省。2011年1月1日，阿布考德併入德龙德费嫩。

## 外部連結
- 维基共享资源上的相關多媒體資源：德龙德费嫩
- Official website （页面存档备份，存于）